# Binuang (Bangkinang Seberang)
Binuang is een bestuurslaag in het regentschap Kampar van de provincie Riau, Indonesië. Binuang telt 1497 inwoners (volkstelling 2010).